# Brooks Raley
Brooks Lee Raley (né le 29 juin 1988 à San Antonio, Texas, États-Unis) est un lanceur gaucher des Mets de New York de la Ligue majeure de baseball..

## Carrière

### Cubs de Chicago
Brooks Raley joue pour les Aggies de l'Université Texas A&M lorsqu'il devient un choix de sixième ronde des Cubs de Chicago en 2009.
Il fait ses débuts dans le baseball majeur comme lanceur partant des Cubs le 7 août 2012. Lors des saisons 2012 et 2013, Raley lance 38 manches et un tiers en 14 parties pour les Cubs. Sa moyenne de points mérités se chiffre à 7,04 avec 30 retraits sur des prises et 19 buts-sur-balles accordés. Employé comme lanceur partant à ses 5 présences en 2012, il est seulement lanceur de relève dans ses 9 parties disputées jouées pour les Cubs en 2013. Gagnant d'un match contre deux défaites au cours de son séjour à Chicago, c'est comme partant qu'il savoure sa première victoire dans les majeures, le 18 août 2012 sur les Reds de Cincinnati.
Il est réclamé au ballottage par les Twins du Minnesota le 12 février 2014, puis par les Angels de Los Angeles le 8 mai suivant, mais ne joue qu'en ligues mineures pour des clubs affiliés à ces équipes.

## Corée du Sud
Il évolue pour les Lotte Giants de la KBO de 2015 à 2019. En cinq saisons, il remporte 48 victoires contre 53 défaites avec une moyenne de points mérités de 4,13 en 910 manches et deux tiers lancées pour les Giants.

## Reds de Cincinnati et Astros de Houston
Après six saisons hors de la Ligue majeure de baseball, Raley y revient en 2020. Il partage sa saison entre les Reds de Cincinnati (4 matchs) et les Astros de Houston (17 matchs, en plus des séries éliminatoires).